# Nacktschnecke

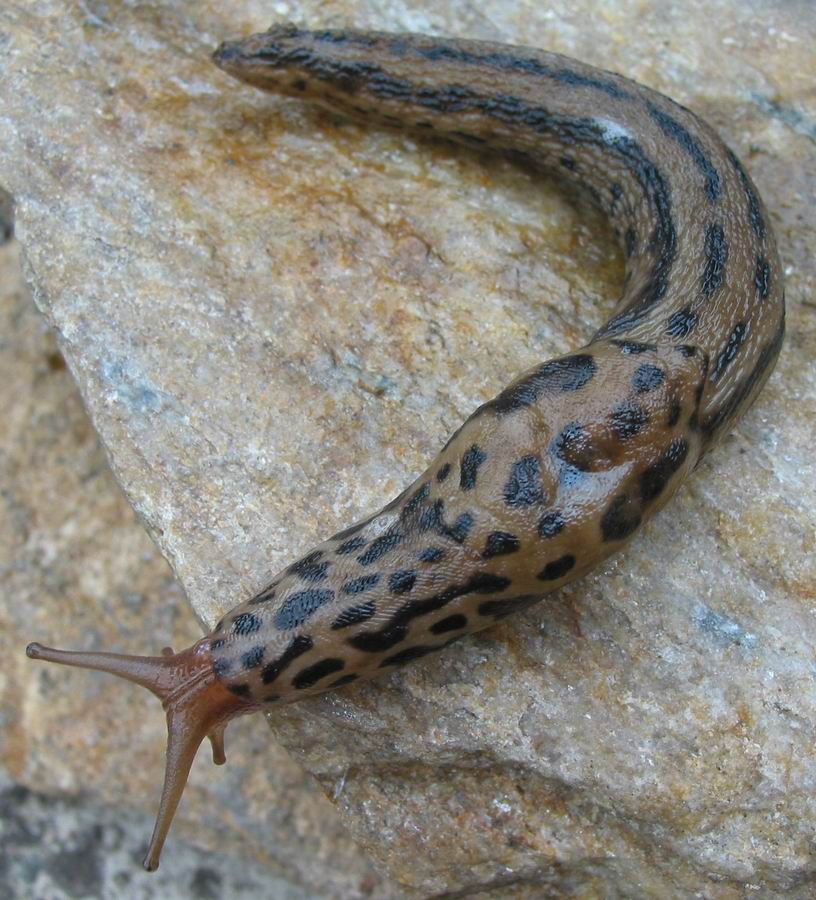
Tigerschnegel (Limax maximus)

Nacktschnecken sind Schnecken, die ihr ursprüngliches Gehäuse weitgehend zurückgebildet oder in den Weichkörper verlagert haben. Sie können sich zumindest im Erwachsenenstadium nicht mehr zum Schutz in ihr Gehäuse zurückziehen. Nacktschnecken bilden keine taxonomische Einheit, sondern der Prozess der Gehäusereduktion hat konvergent in verschiedenen Schneckengruppen stattgefunden. Zu einigen Familien gehören sogar Gehäuseschnecken und Nacktschnecken oder „Halbnacktschnecken“. Im Allgemeinen ist der Begriff Nacktschnecke auf Vertreter der Landlungenschnecken (Stylommatophora) beschränkt, obwohl der Prozess der Gehäusereduktion ebenfalls konvergent bei einigen Gruppen von Meeresschnecken stattgefunden hat. Diese werden dann zur Unterscheidung meist Meeresnacktschnecken genannt. In erster Linie versteht man unter dieser Bezeichnung die größte und bekannteste Gruppe von im Meer lebenden Nacktschnecken, die Nacktkiemer (Nudibranchia).

## Das Gehäuse der Schnecken – Vorteile und Nachteile
Das Gehäuse der Schnecken ist in der Regel ein Exoskelett und wird auch als Schneckenhaus bezeichnet. Es ist ein ursprüngliches Merkmal der Schnecken, das bereits für die letzte gemeinsame Stammart aller Schnecken angenommen werden kann. Die Stammart lebte zu Beginn des Kambriums im Meer und vererbte dieses Merkmal an alle daraus entstandenen Gruppen. Es diente der Stammart als Schutzgehäuse, in das sich das Tier bei Bedrohung zurückziehen konnte. Wahrscheinlich konnte die Mündung des Gehäuses schon damals zusätzlich durch ein Operculum verschlossen werden. Allerdings bietet selbst dieses Gehäuse nur bedingten Schutz gegen Räuber, wie die zahlreichen Beispiele von spezialisierten Schneckenräubern zeigen. Im Laufe der Evolution erfuhr dieses (Schutz-)Gehäuse äußerst vielfältige Abwandlungen, wie die große Formenvielfalt der fossilen und rezenten Schnecken zeigt. Unter den Schnecken gibt es einige Gruppen, die das Gehäuse teilweise, weitgehend oder völlig reduziert haben. Diese Gruppen haben andere Schutzmechanismen entwickelt oder benötigen den Schutz durch das Gehäuse aufgrund ihrer Lebensweise nicht (mehr). Beispielsweise enthalten die im Meer lebenden Nacktkiemer (Nudibranchia) starke Toxine, die sie von gefressenen Hydrozoen in ihrem Gewebe sequestrieren. Dies signalisieren sie potenziellen Prädatoren durch einen auffälligen Aposematismus (Warnfarben). Viele auf dem Land lebende Nacktschnecken verbergen sich einen Großteil ihres Lebens in der Erde. Andere Gruppen schützen sich durch Absonderung von reichlich Schleim, der zudem für einige potenzielle Prädatoren widerlich schmeckt oder auch giftig sein kann. Andere Nacktschnecken haben eine relativ versteckte Lebensweise und/oder gleichen die eventuellen hohen Individuenverluste, die sie wegen ihrer Fressfeinde erleiden, durch entsprechend viele Nachkommen wieder aus.

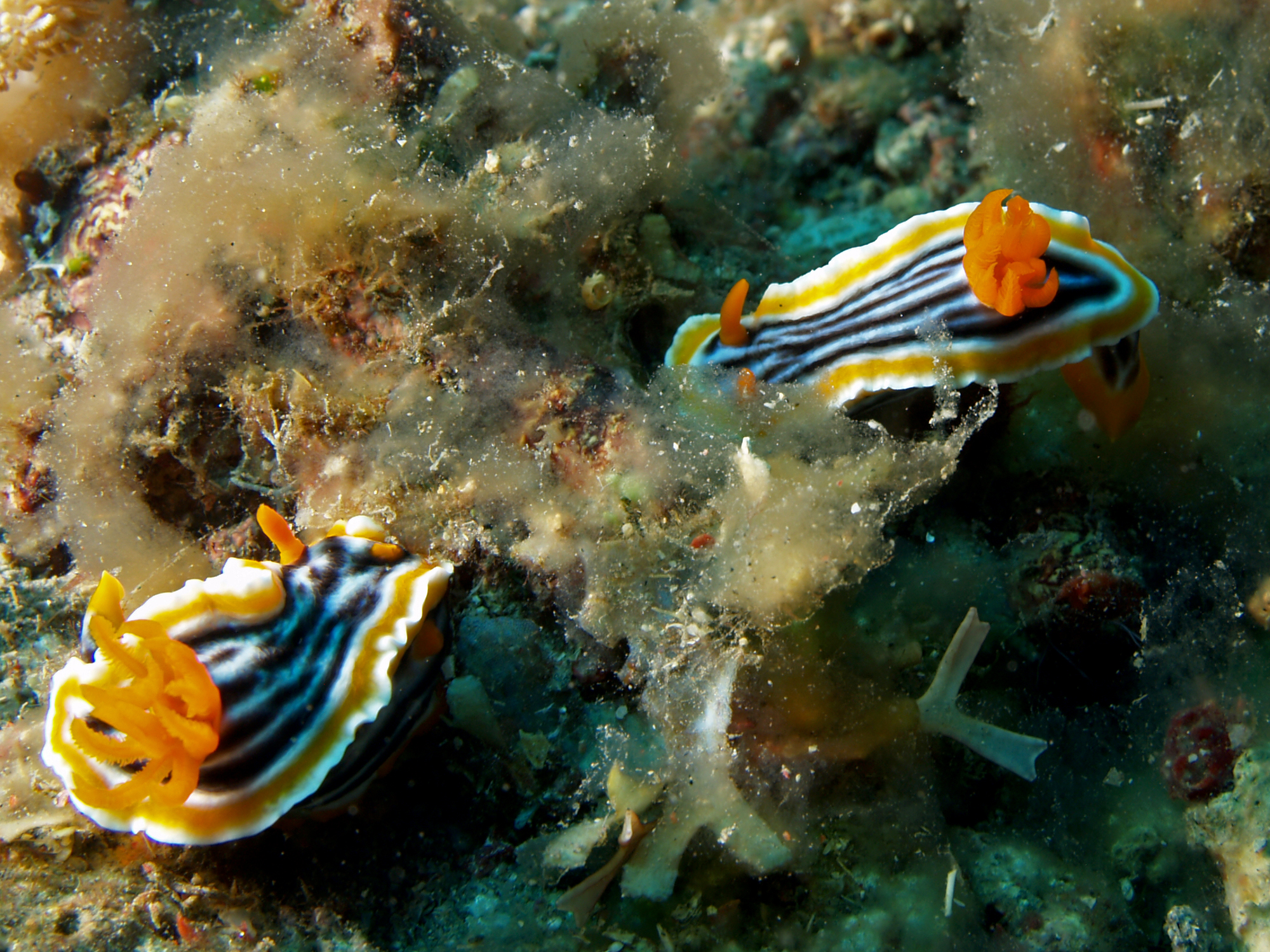
Chromodoris magnifica, Nudibranchia

Bei den Landschnecken hat das Gehäuse noch eine wesentliche zweite Funktion übernommen, den Schutz vor Austrocknung. Die Reduktion des Gehäuses bei diesen Gruppen setzt daher auch die Entwicklung von anderen effektiven Schutzmechanismen gegen Austrocknung voraus oder die Erschließung von entsprechend feuchten Lebensräumen, wo der Schutzmechanismus des Gehäuses gegen Austrocknung keine allzu große Rolle spielt. Nur extrem trockenwarme Biotope, die noch von einigen Gehäuseschnecken bewohnt werden können, bleiben den Nacktschnecken verschlossen.
Die Reduktion des Gehäuses bietet den Nacktschnecken auch einige Vorteile: Der wichtigste Vorteil ist die Einsparung von Energie, die die Gehäuseschnecken zum Aufbau ihrer Gehäuse aufwenden müssen bzw. zum Tragen der Gehäuse benötigen. Durch die Reduktion des Gehäuses gewinnen die Nacktschnecken deutlich an Beweglichkeit. Sie können über verhältnismäßig lange Strecken wandern und sich relativ rasch neue Biotope erschließen. Sie können unter Umständen Nahrungsquellen erschließen, die „normale“ Gehäuseschnecken nicht erreichen können.
Andere Gruppen leben vor allem unter und in der Erde. Sie jagen in ihren Gängen nach Regenwürmern. Hier wäre ein Gehäuse nur hinderlich. Auch zum Schutz können sich Nacktschnecken in engste Ritzen und Spalten zurückziehen, die ansonsten für Gehäuseschnecken unzugänglich bleiben.

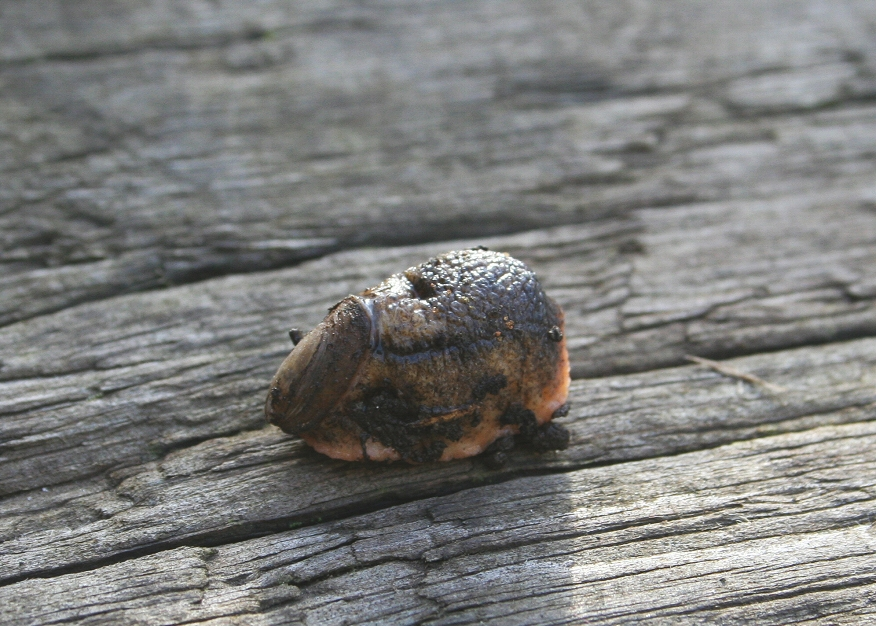
Testacella maugei, Testacellidae

## Prozess der Gehäusereduktion

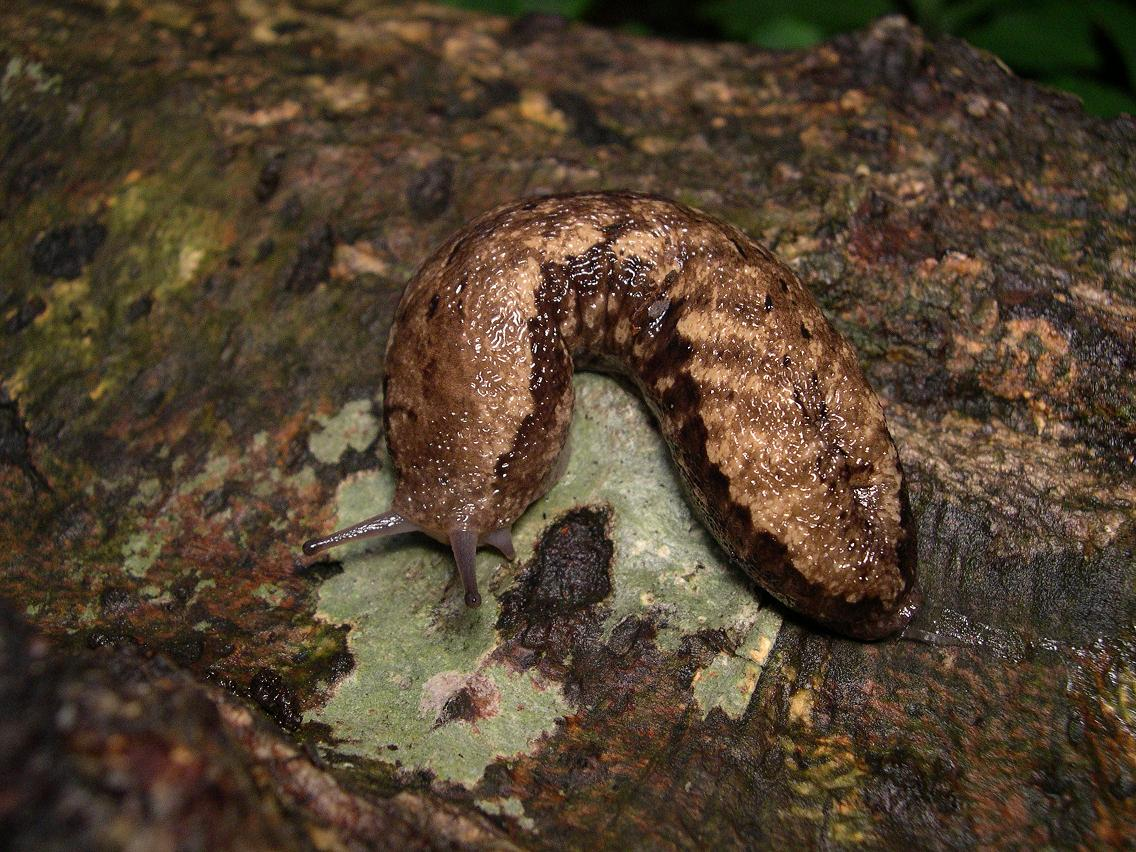
Meghimatium fruhstorferi, Philomycidae

Der Prozess der Gehäusereduktion kann z. B. in der Familie der Glasschnecken (Vitrinidae) exemplarisch beobachtet werden. Zu der Familie gehören sowohl Gehäuseschnecken, d. h. Arten, die sich noch völlig in ihr Gehäuse zurückziehen können, als auch Arten, bei denen sich nur noch die Jugendstadien in das Gehäuse zurückziehen können sowie Arten, bei denen das rudimentäre Gehäuse bereits vom Mantel umwachsen wird. Der Prozess der unterschiedlich stark ausgebildeten Reduktion des Gehäuses bzw. der Verlust der Funktion sich in das Gehäuse zurückziehen zu können, bezeichnet man in dieser Familie auch als „Vitrinisierung“.
Der Prozess der Rückbildung der Gehäuse verlief in den einzelnen Gruppen unterschiedlich. Diese ist neben den morphologischen Unterschieden ein wichtiger Hinweis, dass die Reduktion des Gehäuses mehrfach in unterschiedlichen Schneckengruppen stattgefunden hat. Das kleine, stark reduzierte Gehäuse kann als kleine „Mütze“ auf dem hinteren Teil des Mantels sitzen (z. B. bei den Rucksackschnecken (Testacellidae)), oder teilweise (z. B. Papilloderma altonagai) oder völlig vom Mantel umschlossen sein. Bei anderen Gruppen befindet sich der phylogenetische Rest des Gehäuses im vorderen Teil des Körpers unter dem Mantelschild. Auch bei diesen Gruppen ist der Grad der Rückbildung sehr unterschiedlich. Während die Schnegel noch eine kleine, flache Gehäuseplatte besitzen, haben die Wegschnecken nur noch einige nicht zusammenhängende Kalkkörnchen in ihrem Mantelschild. Die Philomycidae haben das Gehäuse völlig reduziert; der noch vorhandene Schalensack ist leer.

## Nacktschnecken als Tiergemeinschaft
Nacktschnecken bilden nicht nur in Hinsicht auf ihre Morphologie eine Tiergemeinschaft (aber kein Taxon), sondern auch im ökologischen Sinn. Relativ viele Nacktschnecken fressen frisches Pflanzenmaterial, und dadurch werden Nacktschnecken auch als wirtschaftliche Schädlinge als eine Einheit aufgefasst, die mit denselben Methoden und Mitteln bekämpft werden.
Auch in der Wissenschaftsgeschichte wurden Nacktschnecken als Einheit gesehen, die mit denselben Methoden erforscht wurden. Während das Vorkommen von Gehäuseschnecken in einer Region auch durch leere Gehäuse nachgewiesen werden kann, ist diese Methode für Nacktschnecken in aller Regel nicht anwendbar. Die kleinen Gehäuseplättchen der Schnegel z. B. sind unspezifisch bzw. andere Gruppen haben nur noch kleine Kalkdepots im Mantel, die sich nach dem Tod der Tiere völlig auflösen. Nacktschnecken können häufig nur sicher bestimmt werden, wenn sie leben und zudem geschlechtsreif sind. Nacktschnecken sind daher nicht nur aus ästhetischen Gründen in Sammlungen unterrepräsentiert, sondern eben auch durch diese Einschränkungen. Gehäuse können zudem einfach in Sammlungen aufbewahrt werden, die Aufbewahrung von Nacktschnecken erfordert eine Konservierung in Alkohol oder anderen flüssigen Konservierungsmitteln. Liebhabersammlungen von Nacktschnecken existieren deshalb so gut wie gar nicht. Die Schwierigkeiten bei der Bestimmung und dem Nachweis machen die Nacktschnecken mit wenigen Ausnahmen zu einem wenig bekannten Forschungsgebiet. So werden laufend noch neue Nacktschneckenarten in wenig erforschten Regionen in Europa gefunden.

## Nacktschnecken im System der Schnecken
Die „Nacktschnecken“ sind keine taxonomisch-systematische Gruppe, wie bereits dargelegt wurde. Der Prozess der Gehäusereduktion trat in den verschiedensten Schneckengruppen auf. Die wichtigsten werden hier aufgelistet. 
Meeresnacktschnecken

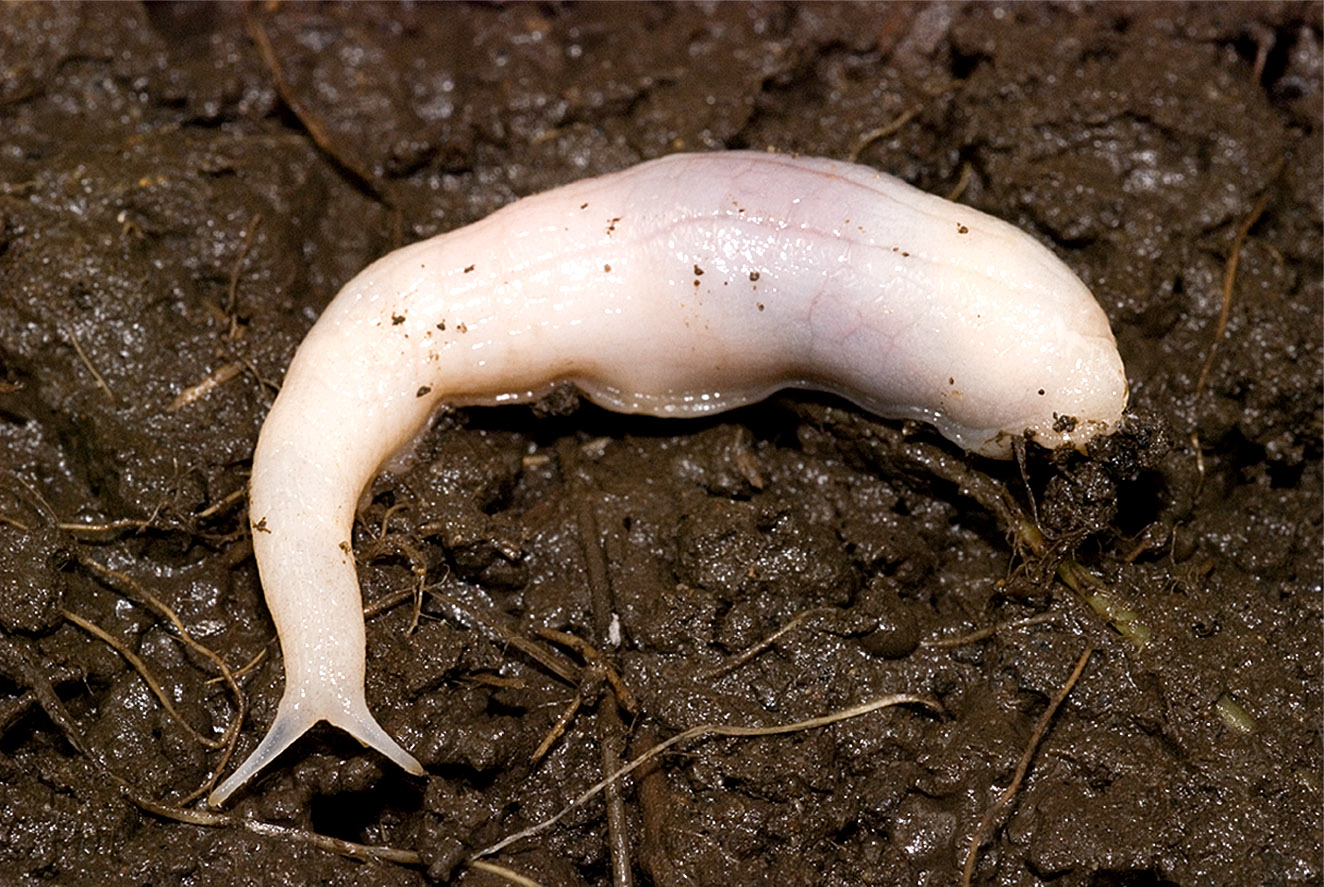
Selenochlamys ysbryda, Trigonochlamydidae

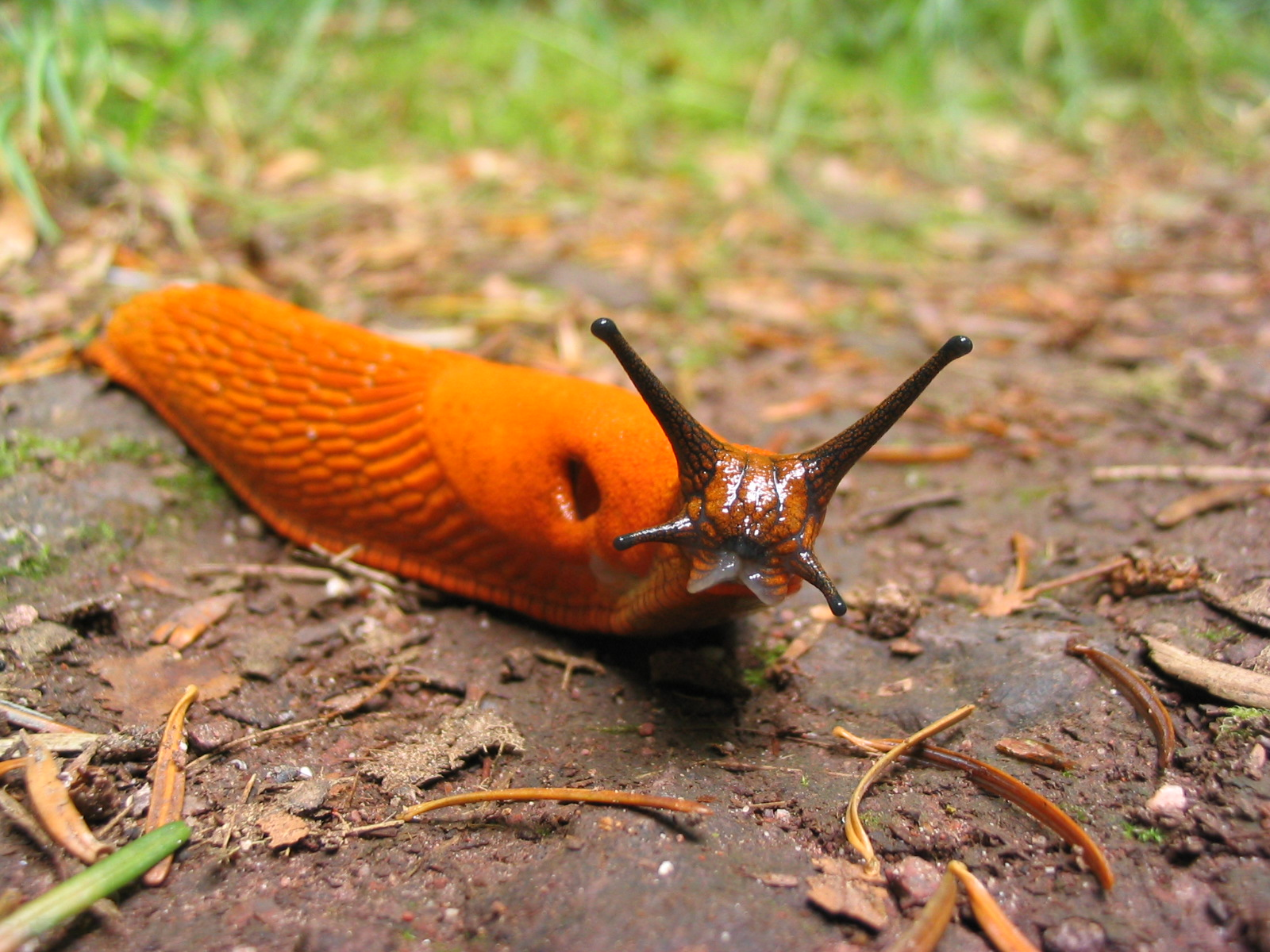
Rote Wegschnecke (Arion rufus)

- Ordnung Sorbeoconcha Ponder & Lindberg, 1997
  - Unterordnung Hypsogastropoda Ponder & Lindberg, 1997
    - Überfamilie Pterotracheoidea Rafinesque, 1814 (ehemals Heteropoda und Carinarioidea)
- Ordnung Hinterkiemerschnecken (Opisthobranchia Milne-Edwards, 1848)
  - Unterordnung Cephalaspidea P. Fischer, 1883
  - Unterordnung Sacoglossa Von Ihering, 1876
  - Unterordnung Seehasen (Anaspidea) P. Fischer, 1883
  - Unterordnung Notaspidea P. Fischer, 1883
  - Unterordnung Thecosomata Blainville, 1824
  - Unterordnung Gymnosomata Blainville, 1824
  - Unterordnung Nacktkiemer (Nudibranchia) Blainville, 1814

Landnacktschnecken
- Ordnung Lungenschnecken (Pulmonata)
  - Unterordnung Landlungenschnecken (Stylommatophora)
    - Überfamilie Testacelloidea Gray, 1840
      - Familie Rucksackschnecken (Testacellidae Gray, 1840)

    - Überfamilie Gastrodontoidea Tryon, 1866
      - Familie Daudebardien (Daudebardiidae, Kobelt, 1906)

    - Überfamilie Parmacelloidea Fischer, 1856
      - Familie Mantelschnegel (Parmacellidae Fischer, 1856)
      - Familie Kielschnegel (Milacidae Ellis, 1926)
      - Familie Trigonochlamydidae Hesse, 1882

    - Überfamilie Limacoidea Rafinesque-Schmaltz, 1815
      - Familie Schnegel (Limacidae Rafinesque-Schmaltz, 1815)
      - Familie Ackerschnecken (Agriolimacidae Wagner, 1935)
      - Familie Wurmschnegel (Boettgerillidae van Goethem, 1972)
      - Familie Glasschnecken (Vitrinidae Fitzinger, 1833)

    - Überfamilie Arionoidea Gray, 1840
      - Familie Wegschnecken (Arionidae Gray, 1840)
      - Familie Anadenidae Pilsbry, 1948
      - Familie Ariolimacidae Pilsbry & Vanatta, 1898
      - Familie Binneyidae Cockerell, 1891
      - Familie Oopeltidae Cockerell, 1891
      - Familie Philomycidae Gray, 1847

    - Überfamilie Veronicelloidea J. Gray, 1840
      - Familie Veronicellidae J. Gray, 1840
      - Familie Rathouisiidae Heude, 1885

    - Überfamilie Punctoidea Morse, 1864
      - Familie Cystopeltidae Cockerell, 1891

    - Überfamilie Rhytidoidea Pilsbry, 1893
      - Familie Chlamydephoridae Cockerell, 1935

    - Überfamilie Helicarionoidea Bourguignat, 1877
      - Familie Urocyclidae Simroth, 1889

    - Überfamilie Xanthonychoidea Strebel & Pfeffer, 1879
      - Familie Echinichidae Thompson & Naranjo-García, 2012[2]

Auch in anderen Schneckengruppen (z. B. Helicoidea und Succineoidea), die man für gewöhnlich nicht mit Nacktschnecken assoziiert, findet sich gelegentlich in wenigen Arten die Tendenz zur Reduzierung des Gehäuses.

## Bekämpfung

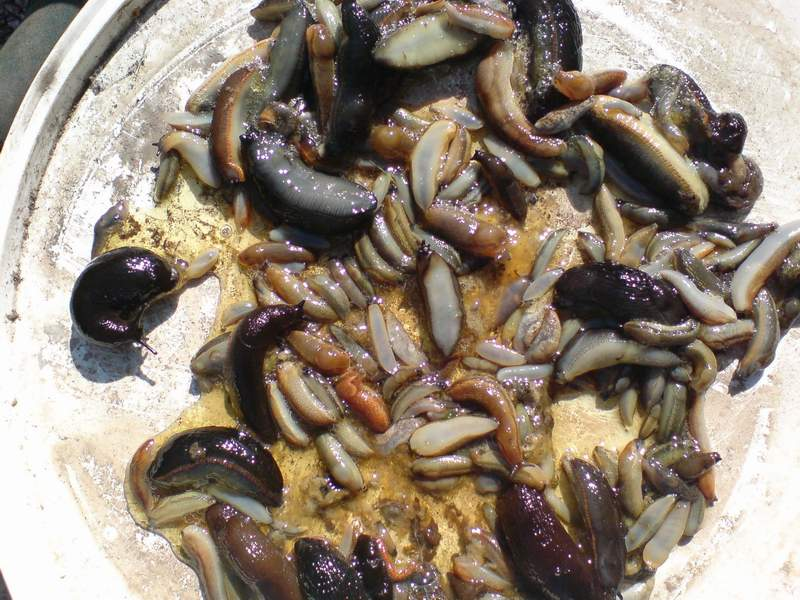
Bierfalle

Eine kleine Anzahl von Arten sind ernsthafte Schädlinge der Landwirtschaft und des Gartenbaus. 
Natürliche Kontrollmaßnahmen sind vielfältig und bedienen sich biologischer oder mechanischer Wirkungsweisen:
- Die Schnecken werden händisch eingesammelt, vor allem wenn sie an beliebten Stellen wie unter Rhabarberblättern, Brettern, Karton, feuchten Zeitungen oder nassen Tüchern Unterschlupf finden.
- Natürliche Feinde sind Eidechsen, Salamander, Blindschleichen, Kröten, Ringelnattern, Igel und Laufkäfer. Steinmauern, Gartenteiche und Herbstlaub bieten Quartier für diese Fressfeinde.
- Viele Pflanzen (z. B. Salbei) und Barrieren wie Mulchen, Eierschalen, Nadelstreu, Kaffeesud, Splitt und die sogenannte Schneckenbarriere, ein Abfallprodukt aus der Mehlerzeugung, halten die Tiere ab.
- Bevorzugte Pflanzen, z. B. Tomatenblätter, locken die Nacktschnecken weg von den zu schützenden Nutzpflanzen.
- Mechanische Barrieren, beispielsweise Schneckenzäune, Kupferbänder, Kupferdrähte und abgeschnittene Plastikflaschen, schützen Einzelpflanzen.
- Bierfallen sind sehr effektiv und locken sogar Nacktschnecken der Nachbarschaft, aber auch viele Insekten an.
- Nematoden sind mikroskopisch kleine Würmer, die die Nacktschnecken befallen und deren Tod herbeiführen.
- Giftige Chemikalien  und das Schneckenkorn auf Eisen(III)-phosphat-Basis, das nur für Schnecken giftig und für einen Biogarten zugelassen ist.[3]